# Abdul Wahab Khan
Abdul Wahab Khan (en bengali : আবদুল ওহাব খান), né en 1898 et mort en 1972, est un homme politique pakistanais. Du 12 août 1955 au 7 octobre 1958, il est président de l'Assemblée constituante du Pakistan puis président de l'Assemblée nationale. 
Le 12 août 1955, il devient président de la seconde Assemblée constituante, en remplacement de Maulvi Tamizuddin Khan. Le 23 mars 1956, il devient président de l'Assemblée nationale du fait de l'adoption de la Constitution pakistanaise du 23 mars 1956, et occupe ce poste jusqu'au coup d'État d'octobre 1958 qui dissout l'Assemblée.